# Хуан Крус Мурільйо
Хуан Альберто Крус Мурільйо (ісп. Juan Alberto Cruz Murillo; нар. 27 лютого 1959) — гондураський футболіст, що грав на позиції півзахисника.

## Кар'єра
На клубному рівні виступав за «Універсідад» та «Олімпію».
У складі національної збірної Гондурасу був учасником чемпіонату світу 1982 року в Іспанії, де зіграв в одному матчі проти Югославії (0:1), а команда не подолала груповий етап.

## Титули і досягнення
- Переможець Чемпіонату націй КОНКАКАФ: 1981
- Срібний призер Чемпіонату націй КОНКАКАФ: 1985